# Синий предел
Синий предел — сингл группы «Алиса», выпущенный 6 сентября 2005 года в преддверии выхода альбома «Изгой». В сингл вошла заглавная песня альбома, кавер-версия песни «Ночь» группы «Пикник» и композиция «Синий предел», написанная на музыку к кинофильму «Остров сокровищ» и давшая название всему синглу. Также в релиз включено live-видео на песню «Антихрист» с концерта «Мы вместе XX лет».

## Список композиций
| №  | Название           | Автор(ы)                            | Длительность |
| -- | ------------------ | ----------------------------------- | ------------ |
| 1. | «Изгой»            | Константин Кинчев                   | 4:18         |
| 2. | «Ночь»             | Эдмунд Шклярский                    | 4:09         |
| 3. | «Синий предел»     | Алексей Рыбников, Константин Кинчев | 5:39         |
| 4. | «Антихрист» (Клип) | Константин Кинчев                   |              |

## Брак
Вследствие брака, на всех изданиях сингла песня «Ночь» была записана в низком качестве. В нормальном качестве её можно услышать в альбоме группы «Пикник» «Новоегипетские песни».